# Claës-Axel Wersäll
Claës-Axel Wersäll (Irsta, 26 juni 1888 - Djursholm, 12 februari 1951) was een Zweeds turner.
Wersäll won tijdens de Olympische Zomerspelen 1912 in eigen land de gouden medaille met de Zweedse ploeg in de landenwedstrijd Zweeds systeem.

## Olympische Zomerspelen
| Jaar | Plaats    | Resultaten          |
| ---- | --------- | ------------------- |
| 1912 | Stockholm | team Zweeds systeem |